# Pre-Eyckiaanse kunst

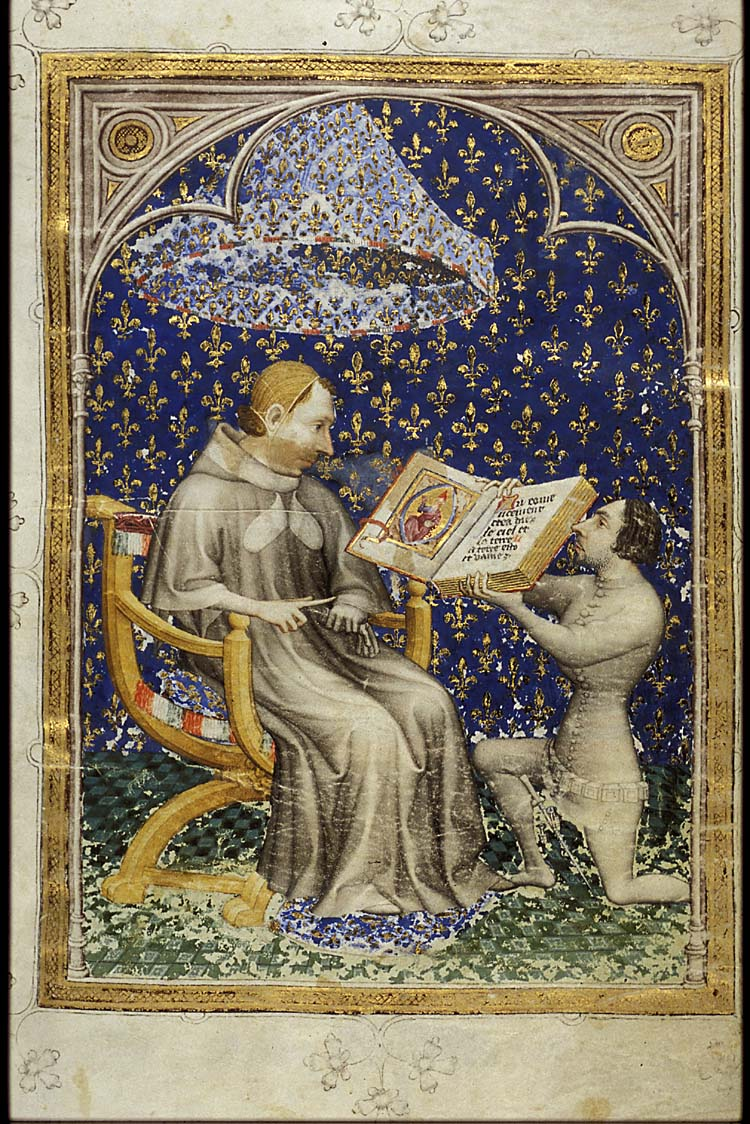
Jan Boudolf, Jean de Vaudetar presenteert zijn historiebijbel aan Karel V

De Pre-Eyckiaanse kunst was een kunstuiting in de schilder- en miniatuurkunst die voorafging aan de periode van de Vlaamse Primitieven en die kan gesitueerd worden in de periode van ca. 1350 tot 1435. De term werd voor het eerst gebruikt door Frédéric Lyna in 1947. Hij refereert aan de beeldende kunst die zich in de Zuidelijke Nederlanden ontwikkelde voor ca. 1420, dus voor Jan van Eyck de Aanbidding van het Lam Gods voltooide. Een meer algemene definitie voor pre-Eyckiaanse kunst is: de kunst die voorafgaat aan de ars nova van de Vlaamse Primitieven.
Vroeger werd dikwijls gesproken over het pre-Eyckiaanse realisme maar moderne onderzoekers vinden deze term misleidend. Realisme doet denken aan een natuurgetrouwe afbeelding van de werkelijkheid. De pre-Eyckiaanse kunst kan beter omschreven worden als het loslaten van de idealisering die gangbaar was in de internationale gotiek.

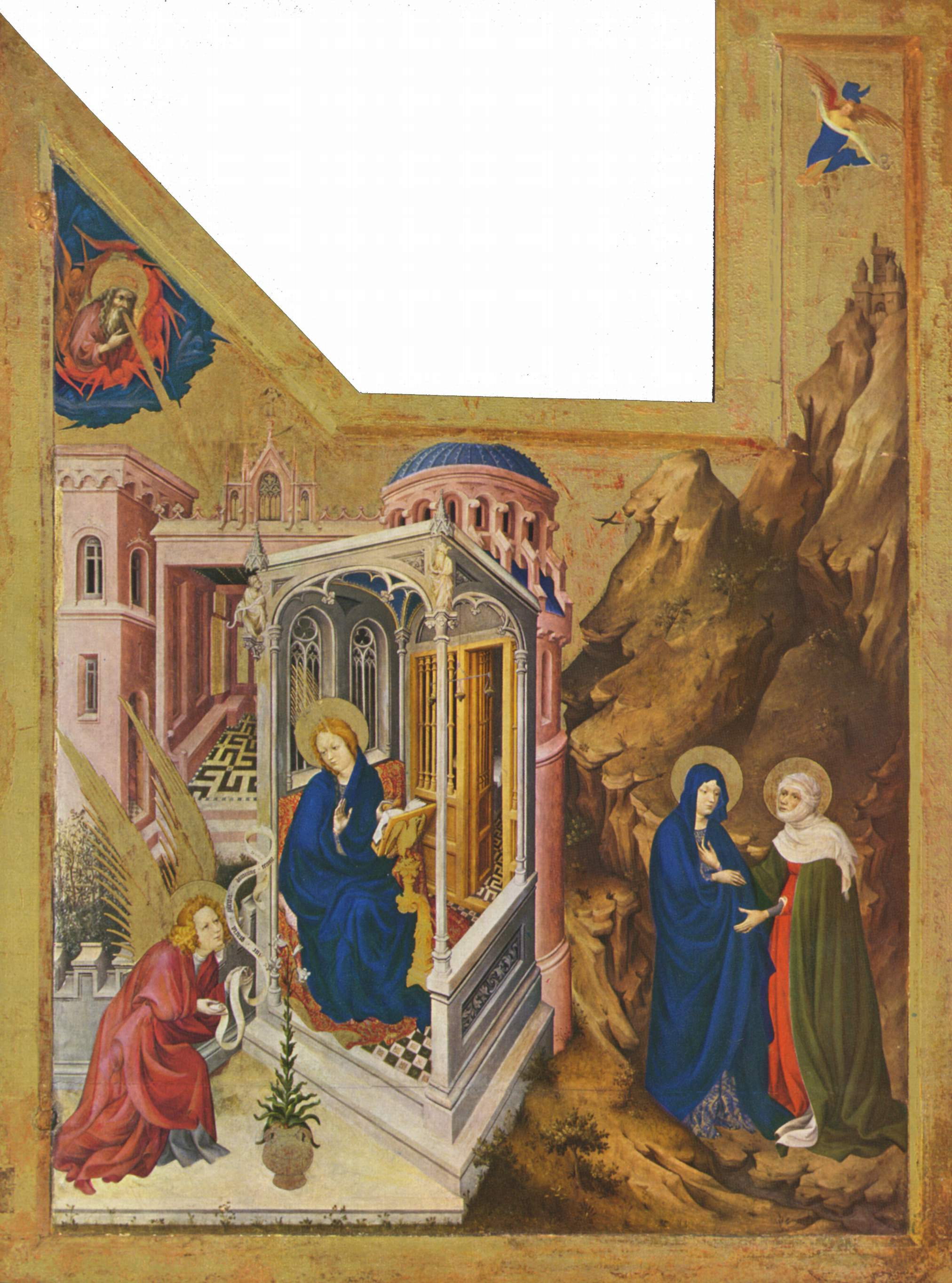
Melchior Broederlam, Retabel van Champmol, Annunciatie en visitatie

## Schilderkunst
De geschiedenis van de schilderkunst in de Nederlanden lijkt soms te beginnen bij de Vlaamse Primitieven, want over de periode daarvoor is ontzettend weinig geweten. De redenen hiervoor zijn legio, enerzijds de verandering van de mode, alles wat voor de Primitieven kwam was hopeloos voorbijgestreefd en werd dus niet met zorg omringd en de beeldenstorm heeft ook gezorgd voor het vernietigen van een belangrijk aantal werken. Dit maakt dat vandaag slechts een dertigtal werken zijn bewaard die als pre-Eyckiaanse kunst worden gecatalogeerd, tien daarvan bevinden zich in Belgische verzamelingen. Daarom leek het lang of de technische vernieuwingen van de Vlaamse Primitieven uit het niets ontstaan waren, maar ondertussen is, dankzij de studie van de bewaarde werken en de parallellen met de miniatuurkunst, waar veel meer werk bewaard is gebleven, de kennis over de periode die aan de Primitieven voorafging sterk uitgebreid.
Enkele karakteristieken van de pre-Eyckiaanse kunst zijn het gebruik van gepolijst bladgoud in de achtergrond en de halo's van de heiligen. Verder zijn er de in bas-reliëf uitgewerkte details in de basis van de gouden achtergrond (pastiglia) of het aanbrengen van voorgevormde metaalplaatjes. De kunstige imitatie van kostbare stoffen is ook een van de terugkerende kenmerken. Het gebruik van gepolijst bladgoud in paneelschilderijen verdween nagenoeg volledig in de jaren 1420-1430 in de Zuidelijke Nederlanden. In de rest van Europa bleef bladgoud in gebruik doorheen de vijftiende eeuw.

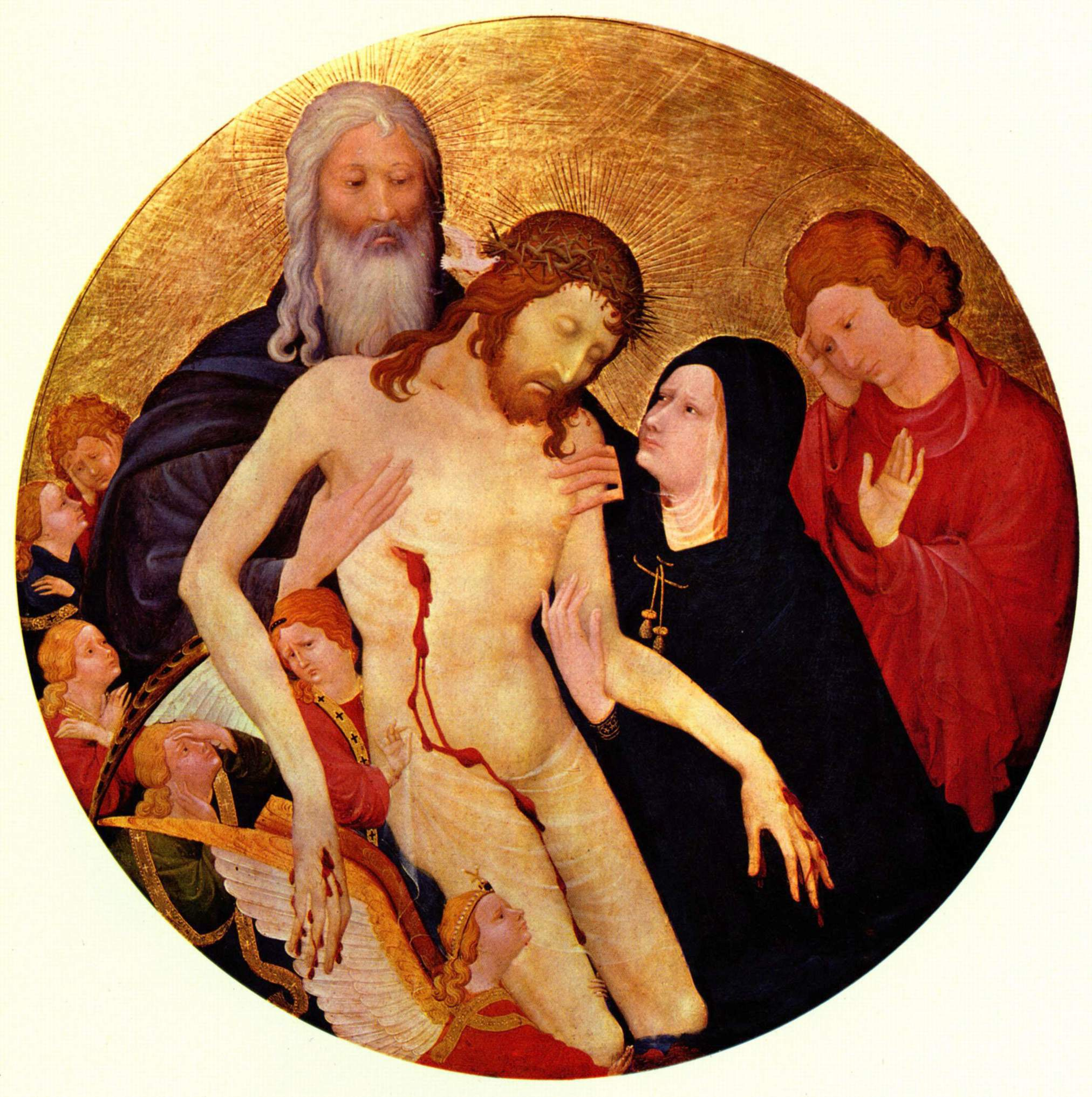
Jan Malwael, Piëta

### Schilders
Bekende schilders uit deze periode zijn Jan Boudolf uit Brugge maar werkzaam in Parijs tussen 1368-1381, Melchior Broederlam (1350-1410) uit Ieper, Jan Maelwael (1370-1415) uit  Nijmegen, Gelre eveneens werkzaam in Frankrijk en Jacob Coene afkomstig uit Brugge  en werkzaam in Parijs tussen ca. 1405 en 1430. Ook Jacquemart de Hesdin, Henri Bellechose en Jean de Beaumetz horen bij deze groep.
- Melchior Broederlam was afkomstig uit Ieper en werkte voor Lodewijk van Male. De hertog van Bourgondië gaf hem de opdracht tot het vergulden van de beelden en het beschilderen van de zijpanelen van het grote Kruisigingretabel, dat hij in 1392 besteld had bij houtsnijder Jacob de Baerze in Dendermonde. Het drieluik dat was bestemd voor de kapel van het kartuizerklooster Champmol nabij Dijon. De twee zijluiken bevatten elk twee onderwerpen: de Annunciatie en de Visitatie op de linkervleugel, de Opdracht in de tempel en de Vlucht naar Egypte op de rechtervleugel.
- Jean de Beaumetz een Artesisch schilder uit de omgeving van Atrecht maakte met zijn atelier 24 panelen voor de chartreuse van Champmol het kartuizerklooster bij Dijon dat door Filips de Stoute gesticht werd met de bedoeling het te gebruiken als begraafplaats voor zijn dynastie.
- Jan Maelwael uit Nijmegen, in het hertogdom Gelre werkte aan het hof van Filips de Stoute. Maelwael was een oom van de gebroeders Van Limburg, de kinderen van zijn oudere zus. Maelwael werkte in 1397 in Parijs voor Isabella van Beieren en vervolgens als hofschilder voor Filips de Stoute, voornamelijk in Champmol.
- André Beauneveu was afkomstig uit het Henegouwse Valencijn; hij was in de eerste plaats een gerenommeerd beeldhouwer maar zou ook geschilderd hebben en actief geweest zijn als miniaturist. Van hem zouden de miniaturen in grisaille zijn in het psalter van Jean de Berry. Beauneveu werkte zowel in Vlaanderen voor Lodewijk van Male aan de Gravenkapel in Kortrijk, als in Frankrijk voor Karel V, voor Yolande van Dampierre en voor Jan van Berry.
- Jacquemart de Hesdin was afkomstig uit de streek van Atrecht en werkte voor Jan van Berry aan een aantal getijdenboeken. Bekend is zijn kruisdraging in het Louvre, geïnspireerd door een werk van Simone Martini maar meer expressief uitgewerkt. Jacquemart was een van de belangrijkste Vlaamse artiesten in Frankrijk uit de periode voor de gebroeders Van Limburg.
- Henri Bellechose was afkomstig uit Brabant en werkte vanaf 1415 als hofschilder voor Jan zonder Vrees. Hij volgde daarbij Jan Maelwael op, in wiens atelier hij mogelijk al werkzaam was. Bellechose voltooide het door Maelwael begonnen retabel van Sint Denijs, dat werd geschilderd voor het kartuizerklooster van Champmol, nabij Dijon, en thans in het Louvre hangt.

Recent onderzoek toonde aan dat de pre-Eyckiaanse schilderkunst de nieuwe technieken van Jan van Eyck en de Meester van Flémalle nog een behoorlijke tijd overleefde: de Kruisiging met Sint Catharina en Sint Barbara in de Sint-Salvatorskathedraal te Brugge, zou volgens dendrochronologisch onderzoek te dateren zijn na 1425.

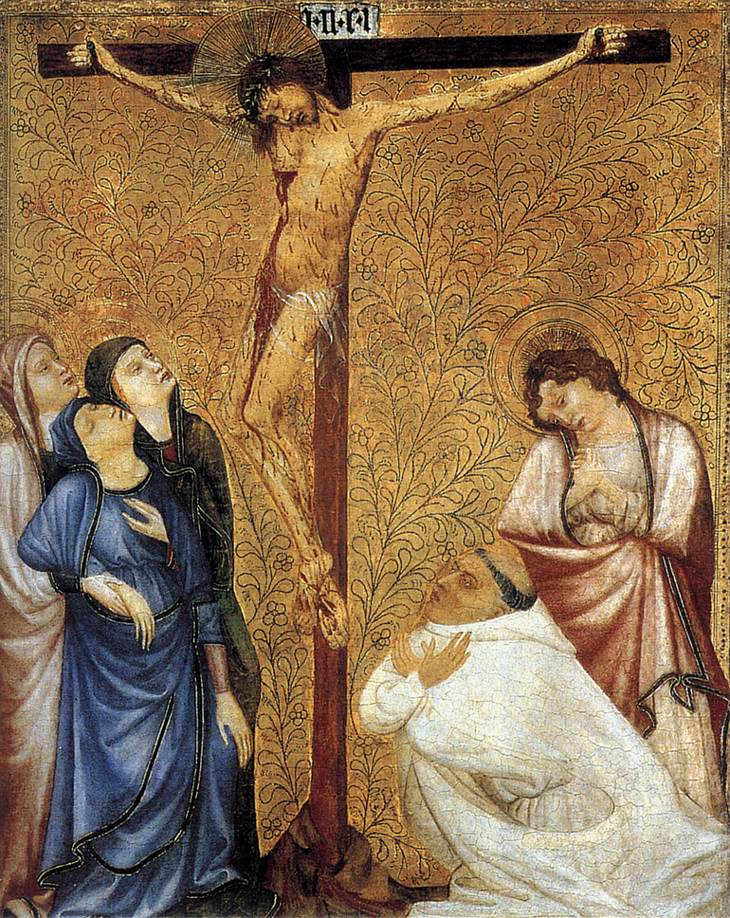
Jean de Baumetz, Kruisiging

### Werken
De werken bewaard in België zijn:
- Torenretabel met scènes uit de kindsheid van Christus, Museum Mayer Van den Bergh, Antwerpen (inv. nr. 2)
- Sint Ursulaschrijn, Sint-Janshospitaal, Brugge (inv. nr. O.SJ 149 V)
- Kruisiging met Sint Sint Catharina en Sint Barbara, Sint-Salvatorskathedraal, Brugge
- Scènes uit het leven van de Heilige Maagd (Kortessem paneel), Koninklijke Musea voor Schone Kunsten van België, Brussel (inv. nr. 4883)
- Graflegging, Museum voor Schone Kunsten, Gent (inv. nr. 1914/CF)
- Triptiek met kruisiging en heiligen, Stedelijke Musea Mechelen, Museum Schepenhuis, OCMW Collectie (inv. nr. S 19)
- Sint Mauritiusschrijn, Musée provincial des Arts anciens du Namurois, Collection Société archéologique de Namur, (inv. nr. 150)
- Annunciatie en visitatie, (Walcourt panelen), Musée provincial des Arts anciens du Namurois, Collection Société archéologique de Namur, (inv. nr. 36)
- Sinta Anna ten drieën, Kerk van Sint Maria Magdalena, Neerlanden
- Relikwieschrijn van de sluier van de Heilige Maagd, Onze-Lieve-Vrouw-Geboortebasiliek, Tongeren

Enkele ander belangrijke werken:
- Kruisiging van Hendrik van Rijn, Utrecht 1363, Koninklijk Museum voor Schone Kunsten Antwerpen
- Kruisigingtriptiek van Melchior Broederlam, ca. 1395-1398, Musée des Beaux-Arts, Dijon
- Drievuldigheidtriptiek, ca. 1400,  Staatliche Museen - Gemäldegalerie, Berlijn
- Heilige Familie, Staatliche Museen - Gemäldegalerie, Berlijn
- Passietriptiek (retabel), St. Reinoldskerk, Dortmund
- Carrand diptiek, Museo Nazionale del Bargello, Florence
- Christus als Man van Smarten, (Norfolk triptiek), ca. 1415-1420 Museum Boijmans Van Beuningen, Rotterdam
- Triptiek mat de balseming van het lijk van Christus, ca. 1410-1420 Museum Boijmans Van Beuningen, Rotterdam

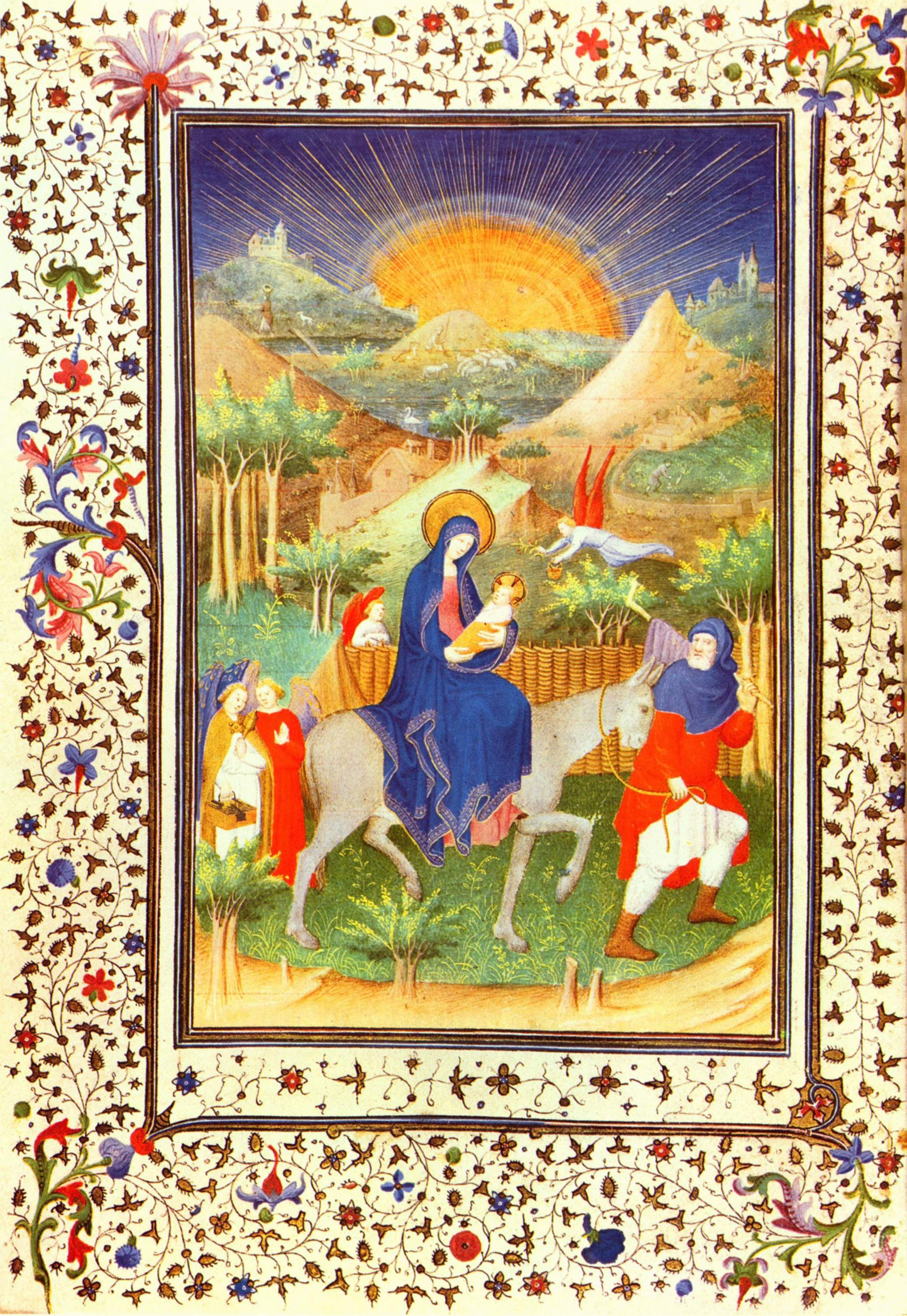
Boucicaut meester, De vlucht naar Egypte, Getijdenboek van maarschalk Boucicaut.

## Miniatuurkunst
In de miniatuurkunst zijn er talloze voorbeelden van de pre-Eyckiaanse kunst bewaard gebleven. Zoals hoger gezegd, stapten de kunstenaars in onze gewesten af van de geïdealiseerde, geraffineerde elegante figuren die gangbaar waren in de periode van de internationale gotiek, die in Parijs populair bleven tot laat in de 15e eeuw. De mannelijke figuren van de pre-Eyckiaanse kunstenaars worden meer geblokt en gaan met hun lichaamstaal emoties uitbeelden. Ze krijgen individuele reële gezichten die meer en meer expressief worden. Men gaat meer gebruikmaken van kleurgradaties, van licht en schaduw, om de afbeeldingen meer diepte en plasticiteit te geven. De vrouwelijke figuren daarentegen werden nog steeds geïdealiseerd weergegeven.
Ook in de religieuze kunst laat men het strikt dogmatische karakter stilaan achterwege en wint het menselijke aspect van de uitgebeelde figuren aan belang. Elementen uit het dagelijks leven worden opgenomen in zuiver religieuze werken.

### Miniatuurkunst in Parijs
Vanaf de tweede helft van de 14e eeuw zien we meer en meer artiesten uit Vlaanderen, Henegouwen, Luik, Limburg, Gelderland en Holland naar Frankrijk trekken, eerst onder Jan II van Frankrijk en daarna onder zijn zoon Karel V, om te werken voor het koninklijk hof of voor de broers van Karel V: Filips de Stoute, Jan van Berry en Lodewijk I van Anjou. Zij zullen de Parijse hoofse stijl, besteld door hun opdrachtgevers, integreren met het Vlaamse realisme en op die manier hun versie van de internationale gotiek creëren, de pre-Eyckiaanse stijl die eigenlijk analoog is aan de Italiaanse versie die ontstond uit de Franse hoofse stijl en het Italiaanse realisme.
Een vroege vertegenwoordiger van deze Vlaamse kunstenaars is de "Meester van Le Remède de Fortune” (1350-1360) zo genoemd naar een werk van de hand van Guillaume de Machaut dat hij verlucht heeft. Hij schildert voor het eerst landschappen die er natuurlijk uitzien met echte planten en dieren. Tussen 1355 en 1380 is de meester van de Bijbel van Jean de Sy de toonaangevende verluchter in Parijs. Het zou hier om meerdere verluchters gaan die afkomstig waren uit Vlaanderen of Brabant. Van Jan Boudolf (ook Jean Bondol of Jean de Bruges genoemd) kennen we een gesigneerde presentatie miniatuur in een historie-Bijbel die door Jean de Vaudetar aan de koning werd geschonken. De ruimtelijke structuur die in deze miniatuur ontstaat door het gebruik van de arcade waarachter het baldakijn is opgehangen zal school maken. Na hem zullen talloze miniaturisten en paneelschilders deze diafragmaboog overnemen. Zeer bekend van Boudolf zijn ook de tapijten met afbeeldingen van de Apocalyps die hij maakte in opdracht van Lodewijk van Anjou.

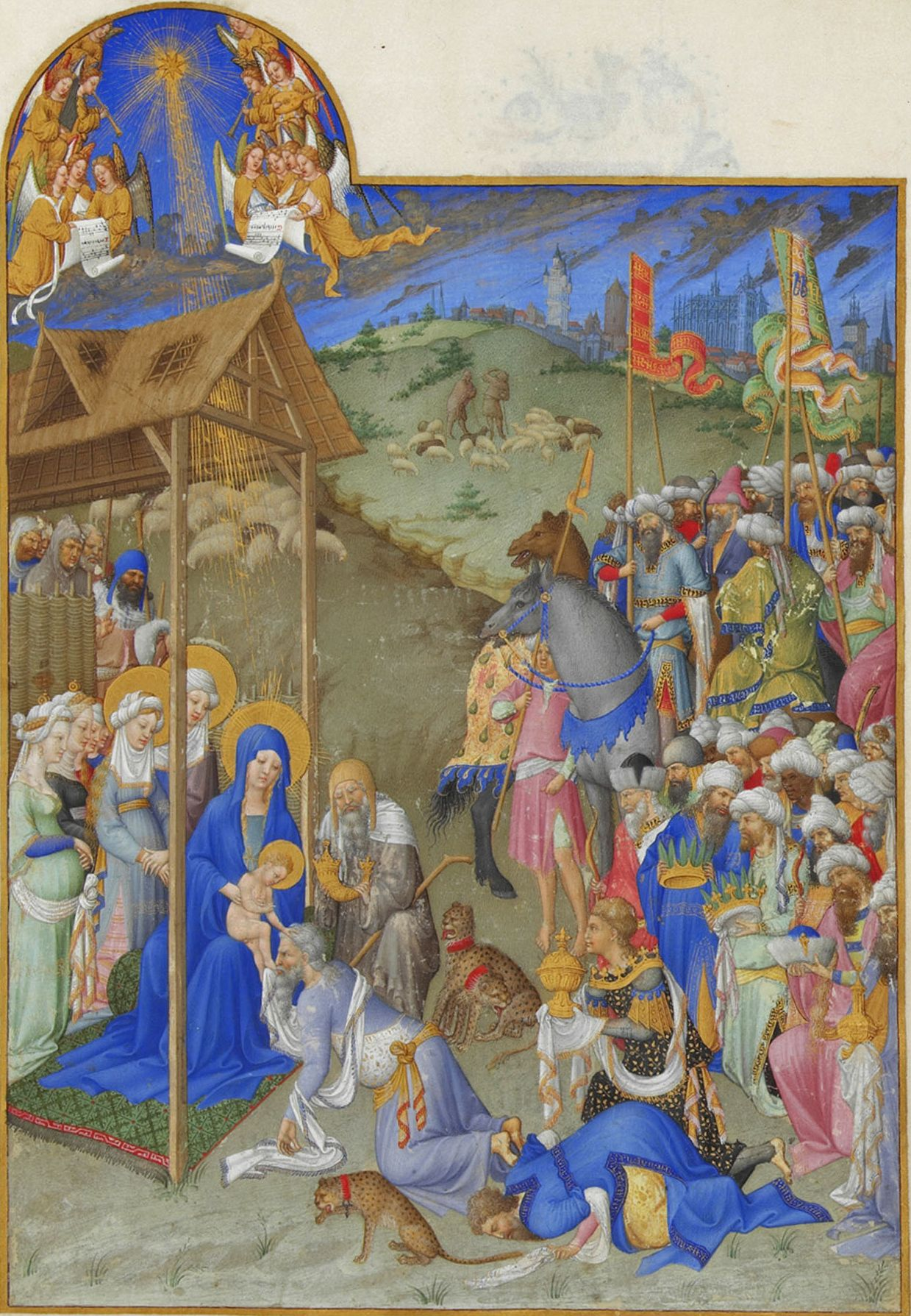
Gebroeders van Limburg, Les très riches heures, Aanbidding der wijzen.

Een ander baanbrekend kunstenaar kennen we onder de noodnaam van Boucicaut-meester naar een handschrift dat hij in ca. 1405 heeft verlucht voor Jean le Maingre, maréchal Boucicaut. Hij is de uitvinder van het luchtperspectief waarbij de hemel geleidelijk lichter wordt naar de horizon toe, wat meer dieptegevoel geeft en eigenlijk afgeleid was uit observatie van de realiteit. Hij zal ook het landschap anders gaan behandelen, zijn personages staan in het landschap en niet meer ervoor. De Boucicaut meester kent de Toscaanse schilderkunst en krijgt zelf bestellingen uit Italië van de Visconti’s en van de familie Trenta uit Lucca. De Boucicaut meester wordt tegenwoordig dikwijls geassocieerd met de Bruggeling Jacob Coene André Beauneveu en Jacquemart de Hesdin die bij de schilders werden vernoemd waren ook actief als boekverluchters.
De gebroeders Van Limburg, afkomstig uit Nijmegen, de neven van Jan Maelwael zijn waarschijnlijk de meest bekende buitenlanders in Parijs. Ze waren eerst in dienst bij Filips de Stoute en werkten later voor Jan van Berry. Zij zijn de eerste kunstenaars uit de Nederlanden die een vrij realistisch landschap schilderen (zie de aanbidding der wijzen hierbij en vergelijk met de vlucht naar Egypte van de Boucicaut-meester).

### Verschuiving naar de Zuidelijke Nederlanden
Door het uitbreken van de Honderdjarige Oorlog, de strijd tussen de Bourgondiërs en de Armagnacs en de grote economische bloei in Vlaanderen verplaatste het centrum van de miniatuurkunst zich naar Vlaanderen. We zien dan een omgekeerde beweging ontstaan met Franse kunstenaars die zich in Vlaanderen komen vestigen bijvoorbeeld Philippe de Mazerolles. Frankrijk blijft nog lang onder de gotische traditie verder werken. Er waren in de Zuidelijke Nederlanden verschillende steden waar de miniatuurproductie belangrijk was, maar Brugge was veruit het belangrijkste centrum. Het getijdenboek was ongetwijfeld de bestseller in deze periode en de verluchte handschriften werden geproduceerd voor lokaal gebruik en voor de export.
Ook de Brugse productie van miniaturen grijpt in het tweede kwart van de 15e eeuw terug naar de Franse hoofse stijl van de Meesters van de goudranken en het is pas na 1450 dat de vernieuwde stijl van de Vlaamse miniatuurkunst zal doorbreken. De miniatuurkunst maakt dus een pas achteruit met een conventionele repetitieve kunst op het ogenblik dat in de paneelschilderkunst de revolutie van de Vlaamse primitieven tot stand komt

### Werken
Enkele karakteristieke werken:
- Getijdenboek van de Ushaw groep, ca. 1408, Ushaw College ms.10, Durham
- Legenda Aurea, University Library, ca. 1400-1410, ms. Gen. IIII, Glasgow.[10]
- Getijdenboek ten gebruike van Rome, 1400-1415, Bibliothèque municipale ms. 3024, Rouen
- Getijdenboek, Bibliothèque inguimbertine, ms. 57, Carpentras
- Getijdenboek en psalter van Beaufort, miniaturen van o.m. Herman Scheerre, British Library, ms. Royal 2 A xviii
- Liber astrologiae van Gregorius Zothori Zapari Fenduli, Pierpont Morgan Library & Museum, ms. M.785, New York
- Spieghel der Menscheliker Behoudenisse, British Library, ms. Add. 11575
- Getijdenboek van maarschalk Boucicaut, Musée Jacquemart-André, MJAP-Ms 1311, Parijs
- Très Riches Heures du duc de Berry, Gebroeders Van Lymborch,  Musée Condé, Ms. 65, Chantilly
- Bowet getijdenboek, ca. 1410-1420 Brugge, Erfgoedfonds Koning Boudewijnstichting.[11]
- Vlaamse Apocalyps, ca. 1400, Bibliothèque nationale de France, néerlandais 3.

Byzantijnse kunst · Merovingische kunst · Insulaire kunst · Karolingische kunst · Ottoonse renaissance · Franco-Insulaire stijl · Preromaanse kunst · Romaanse kunst · Kanaalstijl · Scheldegotiek · Gotische kunst · Internationale gotiek · Pre-Eyckiaanse kunst · Vlaamse Primitieven